# Équipe des îles Vierges britanniques féminine de football
Cet article traite de l'équipe féminine. Pour l'équipe masculine, voir Équipe des îles Vierges britanniques de football.
Ne doit pas être confondu avec Équipe des îles Vierges des États-Unis féminine de football.
Maillots
L'équipe des îles Vierges britanniques féminine de football est l'équipe nationale qui représente les îles Vierges britanniques dans les compétitions internationales de football féminin. Elle est gérée par la fédération des îles Vierges britanniques de football.
La sélection n'a jamais disputé une phase finale d'une compétition majeure de football féminin, que ce soit le Championnat féminin de la CONCACAF, la Coupe du monde ou les Jeux olympiques.